# Hinttajärvi
Hinttajärvi är en sjö i Finland. Den ligger i kommunen Kolari i landskapet Lappland, i den norra delen av landet, 800 km norr om huvudstaden Helsingfors. Hinttajärvi ligger 201,3 meter över havet. Arean är 70,3 hektar och strandlinjen är 4,45 kilometer lång. Sjön  ingår i Kemi älvs huvudavrinningsområde. 